# Котляр, Фёдор Васильевич
Фёдор Васильевич Котляр — советский хозяйственный деятель, Герой Социалистического Труда.

## Биография
Родился в 1903 году в селе Зозов. Член КПСС.
В 1918—1925 гг. — крестьянин в родительском хозяйстве.
В 1925—1927 гг. — красноармеец, политрук РККА.
В 1927—1940 гг. — руководящий партийный и советский работник в Полтаве.
Участник Великой Отечественной войны: старший политрук 4-й воздушно-десантной бригады 2-го воздушно-десантного корпуса
В 1943—1948 гг. — участник восстановления города Киева.
В 1948—1971 гг. — директор совхоза «Совки» Киево-Святошинского района Киевской области
Украинской ССР.
Указом Президиума Верховного Совета СССР от 22 марта 1966 года присвоено звание Героя Социалистического Труда с вручением ордена Ленина и золотой медали «Серп и Молот».
Умер в 1984 году в Киеве.

## Награды и звания
- Герой Социалистического Труда (22.03.1966)
- Орден Ленина (22.03.1966)
- Орден Октябрьской Революции (08.04.1971)
- Орден Трудового Красного Знамени (23.01.1948)
- Орден Красной Звезды (29.06.1945)